# Roermondse Veld
Roermondse Veld (Roermonds: 't Veld en Remunjse Veldj) is een wijk in Roermond.
De wijk werd gebouwd in de jaren na 1920 en bevindt zich direct ten zuidoosten van het station. Na de Tweede Wereldoorlog werd de wijk naar het zuiden toe nog uitgebreid.
In de wijk bevindt zich de monumentale Heilig Hart van Jezuskerk en later werd ook de Onze-Lieve-Vrouw van Altijddurende Bijstandkerk gebouwd, maar deze kerk werd later gesloopt. Naast de kerk ligt het spoeddienst namelijk de Laurentius Ziekenhuis. Tegenover het ziekenhuis en de kerk liggen er veel Turkse winkels en restaurants.